# Сергейчик, Елизавета Витальевна
Елизавета Витальевна Сергейчик (19 марта 1997) — белорусская футболистка, полузащитница российского клуба «Звезда-2005». Выступала за сборную Беларуси.

## Биография
Воспитанница гродненского спорта. В детстве пробовала себя в разных видах спорта, а с 12-летнего возраста занималась в футбольной школе «Нива-Белкард» у тренера Дениса Михайловича Левченко. С 2012 года выступала за старшую команду своего клуба в высшей лиге Беларуси. В своём первом полноценном сезоне, в 2013 году 16-летняя футболистка забила 16 голов в 23 матчах, правда 12 из них — в трёх играх против безнадёжных аутсайдеров «Молодечно» и «Виктория-86». Была штатным пенальтистом команды и её лучшим снайпером, признавалась лучшим игроком клуба. Выступала за «Ниву-Белкард» до конца 2015 года, когда из-за финансовых проблем и конфликтов в руководстве клуб был ликвидирован.
В 2015 году перешла в «Минск», однако не смогла пробиться в основной состав клуба. За три неполных сезона сыграла только 4 матча в высшей лиге и 4 игры (один гол) в Кубке Беларуси, «Минск» неизменно становился победителем этих турниров в 2016—2018 годах. Осенью 2017 года спортсменка играла за новую команду из Гродно — «Неман», а летом 2018 года окончательно перешла в гродненский клуб. В 2019 и 2020 годах в составе «Немана» завоёвывала бронзовые награды чемпионата страны.
В 2021 году вместе с группой игроков из Беларуси перешла в российский клуб «Звезда-2005» (Пермь). Дебютный матч в чемпионате России сыграла 13 марта 2021 года против «Енисея»
Выступала за юниорскую и молодёжную сборные Беларуси, в юниорской команде была капитаном. В 2015—2017 годах сыграла 3 матча за национальную сборную в отборочных турнирах чемпионатов мира и Европы.